# Oratorio di San Vincenzo
L'oratorio di San Vincenzo, detto anche "dei Re Magi", è una chiesetta, ora sconsacrata, situata a nord di Sesto Calende, su un poggio erboso, domina dall'alto la valle del Ticino, il Lago Maggiore e Sesto Calende.

## Storia
L'oratorio, edificato tra la fine dell'XI secolo e l'inizio del XII secolo, sui resti di precedenti edifici tardo antichi e romani, è oggi il simbolo della continuità insediativa nel territorio sestese.
La località su cui sorge fu una zona di culto già dall'epoca preistorica, quando le tribù si riunivano qui per le danze sacre dedicate alla dea Venere. L'area è stata oggetto di plurime campagne di scavo archeologico che ne hanno dimostrato l'importanza e la continuità insediativa dall'età romana al periodo longobardo sino al medioevo ed ai secoli più recenti. L'oratorio, isolato e lontano dal centro abitativo, servì a più riprese da lazzaretto fino all'ultima epidemia di colera del 1884 e grande ne rimase la venerazione. Alcuni affreschi dell'interno eseguiti a scopo devozionale dimostrano che l'oratorio fu un importante luogo di culto per molti secoli.
Nel XVIII secolo subì degli interventi di restauro che però non alterarono l'edificio originale.

## Descrizione
La struttura muraria esterna è diversa nei lati nord e sud in quanto edificata in epoche differenti. L'abside, che ripete i motivi ornamentali dell'Abbazia di San Donato, presentava originariamente due monofore, una però fu murata quando venne affrescato l'interno. Il portale e le due finestre in basso risalgono al restauro settecentesco.
L'interno presenta un'aula unica absidata ed è decorato da affreschi cinquecenteschi, oggi andati quasi tutti persi. Quelli rimanenti rappresentano San Vincenzo e i Re Magi (da cui il nome "Oratorio dei Re Magi").